# Łotewski ruch oporu
Łotewski ruch oporu przeciw okupacji hitlerowskiej był podzielony między nurt proniepodległościowy (Latvijas Centrālās Padomes) oraz proradziecki w ramach Centralnego Sztabu Ruchu Partyzanckiego z siedzibą w Moskwie.

## Partyzantka radziecka
Pierwsze oddziały zbrojnej samoobrony za niemiecką linią frontu tworzone był przez rozbite oddziały Armii Czerwonej. Nasilenie ruchu partyzanckiego nastąpiło, gdy niemiecka grupa B zatrzymała się pod Stalingradem i Kurskiem.
Pułk "To padomju Latviju" został utworzony i przeszkolony w 1942 w Leningradzie, wkrótce trzy małe łotewskie oddziały partyzanckie (około 200 żołnierzy) wkroczyły na teren Łotwy. 7 lipca, tocząc po drodze walki, pułk dotarł do miejscowości Kārsava, lecz oddziałom niemieckim udało się go odnaleźć i rozbić.
Następny oddział partyzancki powstał we wrześniu 1942 w Moskwie. Składał się głównie z weteranów z 201. Dywizji Strzelców i niedobitków pułku "To padomju Latviju". Oddział ruszył do walk w zimie 1943. W marcu zmienił nazwę na "Łotewska Brygada Partyzancka".
W lipcu 1943 r. do Rygi przerzucony został, w celu koordynowania komunistycznego ruchu oporu w miastach Łotwy, Imants Sudmalis. Kierowana przez niego grupa w Rydze zorganizowała podziemną drukarnię, kolportowała antyfaszystowskie ulotki, dokonywała aktów sabotażu. Sudmalis został aresztowany przez Gestapo wskutek donosu w lutym 1944 r. 25 maja tego samego roku został stracony. 
W latach 1944 i 1945 w Kurlandii powstało wiele małych oddziałów bojowych (od 2 do 12 ludzi), które mimo małej liczebności były bardzo aktywne, oddziały te znane były jako "Sarkana bulta".
Radziecki ruch partyzancki na Łotwie zakończył się w październiku 1944 roku. Dowódcą łotewskich jednostek sprzymierzonych z Armią Czerwoną był Arturs Sproģis.

## Partyzantka niepodległościowa
Łotewska Centralna Rada powstała wśród kręgów demokratycznych i intelektualnych, które stawiały sobie za cel stworzenie przyszłego demokratycznego ustroju kraju. Organizacja publikowała podziemne pismo Brīvā Latvija (Wolna Łotwa). Rada utworzyła własną jednostkę wojskową, szacunki liczby żołnierzy wahają się od 1200 do 16 000, choć władze nazistowskie przyznawały, że partyzantka liczy zaledwie 500 członków. Wraz z ponownym wkroczeniem Armii Czerwonej na Łotwę, niektóre zgrupowania rozpoczęły walkę przeciw Sowietom. 14 listopada 1944 Niemcy otoczyli i rozbroili oddział  partyzantki niepodległościowej. Siedmiu jej dowódców skazano na śmierć i rozstrzelano w Lipawie 19 listopada, a 545 żołnierzy zostało wysłanych do obozu śmierci w Stutthofie.

## Inne działania antyhitlerowskie
Wielu Łotyszy aktywnie uczestniczyło w ruchu oporu wobec niemieckiej polityki narodowościowej. Robotnik portowy Žanis Lipk do października 1944 (daty wkroczenia Armii Czerwonej do Rygi) uratował 56 Żydów ewakuując ich z ryskiego getta, co stanowiło ponad 1/8 ogółu ocalałych z Holocaustu na Łotwie.